# Keshubhai Patel

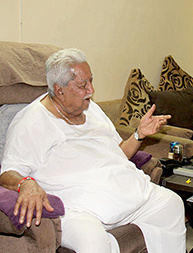
Keshubhai Patel (17. September 2013)

Keshubhai Savdas Patel (Gujarati કેશુભાઈ પટેલ; * 24. Juli 1930 (nach anderen Angaben: 24. Juli 1928) in Visavadar, Fürstenstaat Junagadh, Britisch-Indien; † 29. Oktober 2020 in Ahmedabad, Gujarat) war ein indischer Politiker der Bharatiya Janata Party (BJP) sowie später der Gujarat Parivartan Party (GPP), der Mitglied der Rajya Sabha, des Oberhauses des indischen Parlaments, sowie 1995 und erneut zwischen 1998 und 2001 Chief Minister von Gujarat war.

## Leben
Keshubhai Savdas Patel, Sohn von Savdasbhai Patel, begann seine politische Laufbahn für die Bharatiya Jana Sangh (BJS) als er 1975 im Wahlkreis 17-Rajkot I zum Mitglied der Legislativversammlung (Gujarat Legislative Assembly), des Unterhauses des Parlaments des Bundesstaats Gujarat, gewählt wurde und dieser nach Wiederwahlen 1980, 1985, 1990, 1995 und 1998 in wechselnden Wahlkreisen bis 2002 angehörte (ab 1980 für die BJP). Unmittelbar nach seiner ersten Wahl wurde er im Juni 1975 Minister für Landwirtschaft, Bewässerung und öffentliche Arbeiten in der Regierung von Chief Minister Babhubai Jashbai Patel und bekleidete diese Ministerämter auch in den darauf folgenden Regierungen der Chief Minister Madhavsinh Solanki (Dezember 1976 bis April 1977) und erneut Babhubai Jashbai Patel (April 1977 bis Februar 1980). Er war später zwischen März und Oktober 1990 Minister für die Narmada-Wasserwirtschaft, Transport und Häfen in der Regierung von Chief Minister Chimanbhai Patel von der Janata Party (JP).
Als Nachfolger von Chhabildas Mehta von der Janata Dal (JD) übernahm Patel am 19. März 1995 den Posten als Chief Minister von Gujarat und hatte diesen bis zum 20. Oktober 1995, woraufhin sein Parteifreund Suresh Chandra Mehta seine Nachfolge antrat. Er wurde als Nachfolger von Dilip Parikh von der All India Rashtriya Janata Party (AIRJP) am 4. März 1998 zum zweiten Mal Chief Minister von Gujarat und übte dieses bis zu seiner Ablösung durch seinen Parteifreund und späteren Premierminister Indiens Narendra Modi am 6. Oktober 2001 aus. Nach seinem Rücktritt als Chief Minister nach dem schlechten Abschneiden seiner Partei bei den Wahlen und dem verheerenden Erdbeben, bei dem im Januar 2001 mehr als 15.000 Menschen starben, schied er 2002 aus der Legislativversammlung von Gujarat aus.
Am 10. April 2002 wurde er für die BJP Mitglied der Rajya Sabha, des Oberhauses des indischen Parlaments, und gehörte dieser als Vertreter Gujarats bis zum 9. April 2008 an.
Im Vorfeld der Wahlen zur Legislativversammlung gründete Patel am 6. August 2012, drei Tage nach seinem Austritt aus der BJP, die Gujarat Parivartan Party (GPP), eine Regionalpartei in Gujarat. Die Partei richtete sich explizit gegen Premierminister Modi, dem die Vernachlässigung der Interessen Gujarats vorgeworfen wurde.
Bei den Wahlen erhielt diese jedoch nur zwei von 182 Sitzen in der Legislativversammlung. Vor der gesamtindischen Wahl 2014 legte er sein Mandat nieder, nachdem sich seine GPP am 24. Februar 2014 auflöste und mit der BJP fusionierte.
Aus Patels Ehe mit Lilawatiben Patel gingen fünf Söhne und eine Tochter hervor.